# Blangy-le-Château
Blangy-le-Château [blɑ̃ʒi l(ə) ʃɑto] ist eine französische Gemeinde mit 781 Einwohnern (Stand: 1. Januar 2022) des Départements Calvados in der Region Normandie. Administrativ ist sie dem Kanton Pont-l’Évêque und dem Arrondissement Lisieux zugeteilt. Die Einwohner werden Castelblangeois genannt.

## Geographie
Blangy-le-Château liegt etwa 30 Kilometer südsüdöstlich von Le Havre in der Landschaft Pays d’Auge. Umgeben wird Blangy-le-Château von den Nachbargemeinden Le Mesnil-sur-Blangy im Norden und Nordwesten, Les Authieux-sur-Calonne im Norden, Bonneville-la-Louvet im Nordosten, Le Faulq im Osten, Le Brévedent im Süden, Saint-Philbert-des-Champs im Süden und Südwesten sowie Fierville-les-Parcs im Westen.

## Bevölkerungsentwicklung
| Jahr                      | 1962 | 1968 | 1975 | 1982 | 1990 | 1999 | 2006 | 2013 |
| Einwohner                 | 524  | 532  | 585  | 612  | 618  | 627  | 664  | 692  |
| Quelle: Cassini und INSEE |      |      |      |      |      |      |      |      |

## Sehenswürdigkeiten

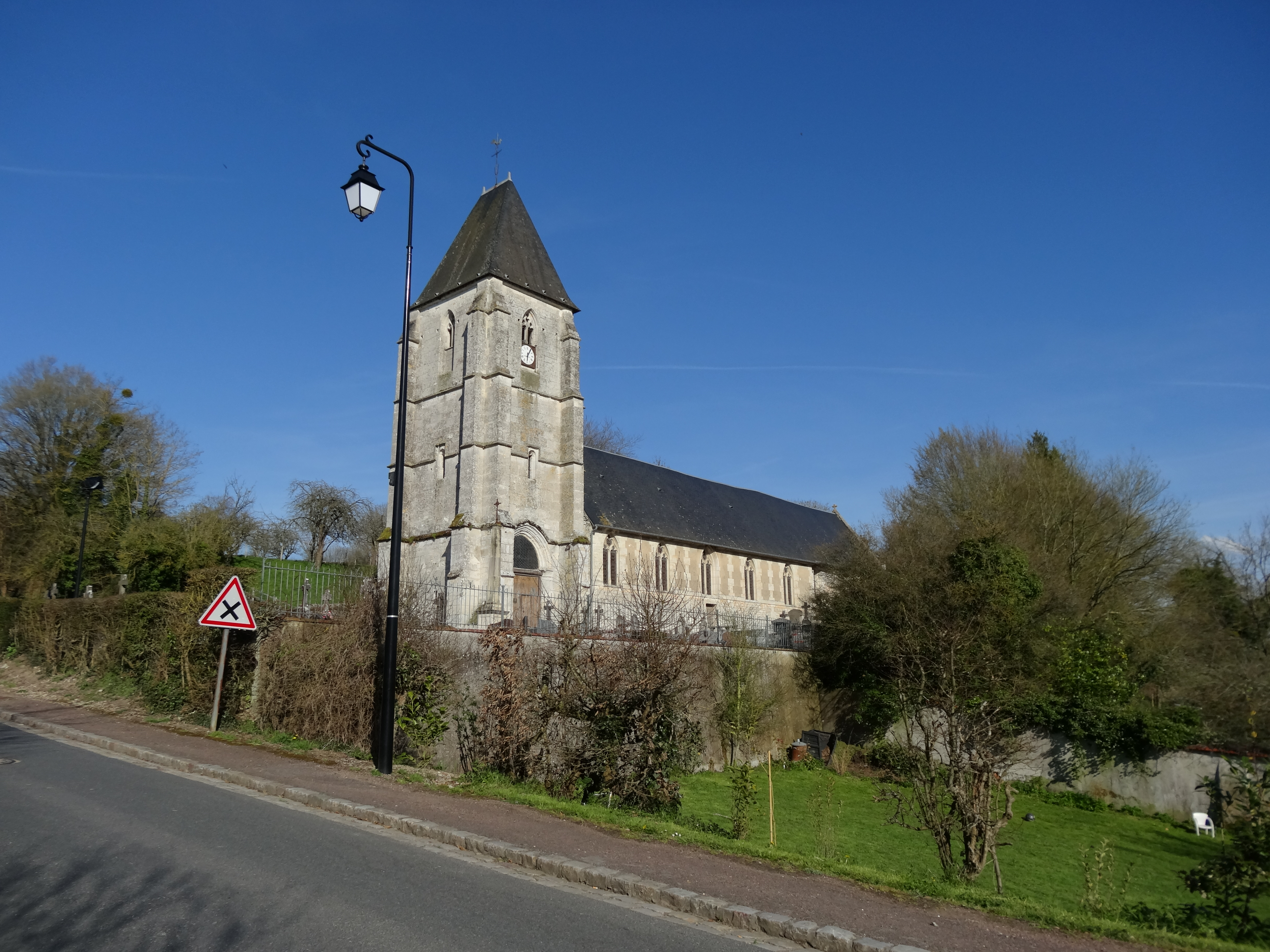
Kirche Notre-Dame

- Kirche Notre-Dame aus dem 15. Jahrhundert, seit 1930 Monument historique
- Herberge Le Coq-Hardi aus dem 16. Jahrhundert, seit 1928 Monument historique
- Herrenhaus, seit 1970 Monument historique
- Donjon aus dem 11. Jahrhundert

## Gemeindepartnerschaften
Mit der britischen Gemeinde North Tawton in Devonshire (England) besteht seit 1970 eine Partnerschaft.